# Alakere, Mandya
Alakere là một làng thuộc tehsil Mandya, huyện Mandya, bang Karnataka, Ấn Độ.